# Fraze R
Frazele de risc (prescurtare: „frazele R”) sunt anotații prezente pe etichetele produșilor chimici, care au rolul de a indica pericolul la care se expune utilizatorul în momentul folosirii, contactului, ingerării, inhalării, manipulării sau plasării lor în mediul natural.
Acestea sunt definite în Anexa III a Directivei 67/548/EEC a Uniunii Europene. Lista a fost actualizată și republicată în Directiva 2011/59 
Aceste fraze de risc sunt folosite la nivel internațional, nu doar în Europa, depunându-se în continuare eforturi pentru impunerea acestora cu ajutorul Sistemului Global Armonizat de Clasificare și Etichetare a Produșilor Chimici. 

## Frazele de risc
Notă: Frazele R care lipsesc indică ori faptul că au fost eliminate, ori că au fost înlocuite de alte fraze.
| Cod | Frază                                                                       |
| --- | --------------------------------------------------------------------------- |
| R1  | Exploziv în stare uscată.                                                   |
| R2  | Risc de explozie la șoc, frecare, foc sau alte surse de aprindere.          |
| R3  | Risc mare de explozie la șoc, frecare, foc sau alte surse de aprindere.     |
| R4  | Formează compuși metalici explozivi foarte sensibili.                       |
| R5  | Pericol de explozie sub acțiunea căldurii.                                  |
| R6  | Pericol de explozie în contact sau fără contact cu aerul.                   |
| R7  | Poate provoca un incendiu.                                                  |
| R8  | Contactul cu materiale combustibile poate provoca incendiu.                 |
| R9  | Exploziv în amestec cu materiale combustibile.                              |
| R10 | Inflamabil.                                                                 |
| R11 | Foarte inflamabil.                                                          |
| R12 | Extrem de inflamabil.                                                       |
| R14 | Reacționează violent la contactul cu apa.                                   |
| R15 | La contactul cu apa degajă gaze extrem de inflamabile.                      |
| R16 | Exploziv în amestec cu substanțe oxidante.                                  |
| R17 | Inflamabil spontan în aer.                                                  |
| R18 | La utilizare, vaporii pot forma cu aerul amestecuri explozive/ inflamabile. |
| R19 | Poate forma peroxizi explozivi.                                             |
| R20 | Nociv prin inhalare.                                                        |
| R21 | Nociv în contact cu pielea.                                                 |
| R22 | Nociv în caz de înghițire.                                                  |
| R23 | Toxic prin inhalare.                                                        |
| R24 | Toxic în contact cu pielea.                                                 |
| R25 | Toxic în caz de înghițire.                                                  |
| R26 | Foarte toxic prin inhalare.                                                 |
| R27 | Foarte toxic în contact cu pielea.                                          |
| R28 | Foarte toxic în caz de înghițire.                                           |
| R29 | La contactul cu apa se degajă gaze toxice.                                  |
| R30 | Poate deveni foarte inflamabil în timpul utilizării.                        |
| R31 | La contactul cu acizii se degajă gaze toxice.                               |
| R32 | La contactul cu acizii se degajă gaze foarte toxice.                        |
| R33 | Pericol de efecte cumulative.                                               |
| R34 | Provoacă arsuri.                                                            |
| R35 | Provoacă arsuri grave.                                                      |
| R36 | Iritant pentru ochi.                                                        |
| R37 | Iritant pentru sistemul respirator.                                         |
| R38 | Iritant pentru piele.                                                       |
| R39 | Pericol de efecte ireversibile foarte grave.                                |
| R40 | Posibil efect cancerigen — dovezi insuficiente.                             |
| R41 | Risc de leziuni oculare grave.                                              |
| R42 | Poate provoca o sensibilizare prin inhalare.                                |
| R43 | Poate provoca o sensibilizare în contact cu pielea.                         |
| R44 | Risc de explozie dacă este încălzit în spațiu închis.                       |
| R45 | Poate cauza cancer.                                                         |
| R46 | Poate provoca modificări genetice ereditare.                                |
| R48 | Pericol de efecte grave asupra sănătății în caz de expunere prelungită.     |
| R49 | Poate cauza cancer prin inhalare.                                           |
| R50 | Foarte toxic pentru organismele acvatice.                                   |
| R51 | Toxic pentru organismele acvatice.                                          |
| R52 | Nociv pentru organismele acvatice.                                          |
| R53 | Poate provoca efecte adverse pe termen lung asupra mediului acvatic.        |
| R54 | Toxic pentru floră.                                                         |
| R55 | Toxic pentru faună.                                                         |
| R56 | Toxic pentru organismele din sol.                                           |
| R57 | Toxic pentru albine.                                                        |
| R58 | Poate provoca efecte adverse pe termen lung asupra mediului înconjurător.   |
| R59 | Periculos pentru stratul de ozon.                                           |
| R60 | Poate afecta fertilitatea.                                                  |
| R61 | Poate provoca efecte adverse asupra copilului în timpul sarcinii.           |
| R62 | Risc posibil de afectare a fertilității.                                    |
| R63 | Risc posibil de a dăuna copilului în timpul sarcinii.                       |
| R64 | Risc posibil pentru sugarii hrăniți cu lapte matern.                        |
| R65 | Nociv: poate provoca afecțiuni pulmonare în caz de înghițire.               |
| R66 | Expunerea repetată poate provoca uscarea sau crăparea pielii.               |
| R67 | Inhalarea vaporilor poate provoca somnolență și amețeală.                   |
| R68 | Risc posibil de efecte ireversibile.                                        |

## Combinații
| Codul Combinației | Frază |
| ----------------- | --- |
| R14/15            | Reacționează violent cu apa, cu degajare de gaze extrem de inflamabile.                                                       |
| R15/29            | În contact cu apa se degajă gaze toxice și extrem de inflamabile.                                                             |
| R14/15/29         | Reacționează violent cu apa, cu degajare de gaze extrem de inflamabile și toxice.                                             |
| R20/21            | Nociv prin inhalare și în contact cu pielea.                                                                                  |
| R20/22            | Nociv prin inhalare și prin înghițire.                                                                                        |
| R20/21/22         | Nociv prin inhalare, în contact cu pielea și prin înghițire.                                                                  |
| R21/22            | Nociv în contact cu pielea și prin înghițire.                                                                                 |
| R23/24            | Toxic prin inhalare și în contact cu pielea.                                                                                  |
| R23/25            | Toxic prin inhalare și prin înghițire.                                                                                        |
| R23/24/25         | Toxic prin inhalare, în contact cu pielea și prin înghițire.                                                                  |
| R24/25            | Toxic în contact cu pielea și prin înghițire.                                                                                 |
| R26/27            | Foarte toxic prin inhalare și în contact cu pielea.                                                                           |
| R26/28            | Foarte toxic prin inhalare și prin înghițire.                                                                                 |
| R26/27/28         | Foarte toxic prin inhalare, în contact cu pielea și prin înghițire.                                                           |
| R27/28            | Foarte toxic în contact cu pielea și prin înghițire.                                                                          |
| R36/37            | Iritant pentru ochi și sistemul respirator.                                                                                   |
| R36/38            | Iritant pentru ochi și pentru piele.                                                                                          |
| R36/37/38         | Iritant pentru ochi, sistemul respirator și pentru piele.                                                                     |
| R37/38            | Iritant pentru sistemul respirator și pentru piele.                                                                           |
| R39/23            | Toxic: pericol de efecte ireversibile foarte grave prin inhalare.                                                             |
| R39/24            | Toxic: pericol de efecte ireversibile foarte grave în contact cu pielea.                                                      |
| R39/25            | Toxic: pericol de efecte ireversibile foarte grave prin înghițire.                                                            |
| R39/23/24         | Toxic: pericol de efecte ireversibile foarte grave prin inhalare și în contact cu pielea.                                     |
| R39/23/25         | Toxic: pericol de efecte ireversibile foarte grave prin inhalare și prin înghițire.                                           |
| R39/24/25         | Toxic: pericol de efecte ireversibile foarte grave în contact cu pielea și prin înghițire.                                    |
| R39/23/24/25      | Toxic: pericol de efecte ireversibile foarte grave prin inhalare, în contact cu pielea și prin înghițire.                     |
| R39/26            | Foarte toxic: pericol de efecte ireversibile foarte grave prin inhalare.                                                      |
| R39/27            | Foarte toxic: pericol de efecte ireversibile foarte grave în contact cu pielea.                                               |
| R39/28            | Foarte toxic: pericol de efecte ireversibile foarte grave prin înghițire.                                                     |
| R39/26/27         | Foarte toxic: pericol de efecte ireversibile foarte grave prin inhalare și în contact cu pielea.                              |
| R39/26/28         | Foarte toxic: pericol de efecte ireversibile foarte grave prin inhalare și prin înghițire.                                    |
| R39/27/28         | Foarte toxic: pericol de efecte ireversibile foarte grave în contact cu pielea și prin înghițire.                             |
| R39/26/27/28      | Foarte toxic: pericol de efecte ireversibile foarte grave prin inhalare, în contact cu pielea și prin înghițire.              |
| R42/43            | Poate provoca sensibilizare prin inhalare și în contact cu pielea.                                                            |
| R45/46            | Poate cauza cancer și provoca modificări genetice ereditare.                                                                  |
| R48/20            | Nociv: pericol de efecte grave asupra sănătății la expunere prelungită prin inhalare.                                         |
| R48/21            | Nociv: pericol de efecte grave asupra sănătății la expunere prelungită în contact cu pielea.                                  |
| R48/22            | Nociv: pericol de efecte grave asupra sănătății la expunere prelungită prin înghițire.                                        |
| R48/20/21         | Nociv: pericol de efecte grave asupra sănătății la expunere prelungită prin inhalare și în contact cu pielea.                 |
| R48/20/22         | Nociv: pericol de efecte grave asupra sănătății la expunere prelungită prin inhalare și prin înghițire.                       |
| R48/21/22         | Nociv: pericol de efecte grave asupra sănătății la expunere prelungită în contact cu pielea și prin înghițire.                |
| R48/20/21/22      | Nociv: pericol de efecte grave asupra sănătății la expunere prelungită prin inhalare, în contact cu pielea și prin înghițire. |
| R48/23            | Toxic: pericol de efecte grave asupra sănătății la expunere prelungită prin inhalare.                                         |
| R48/24            | Toxic: pericol de efecte grave asupra sănătății la expunere prelungită în contact cu pielea.                                  |
| R48/25            | Toxic: pericol de efecte grave asupra sănătății la expunere prelungită prin înghițire.                                        |
| R48/23/24         | Toxic: pericol de efecte grave asupra sănătății la expunere prelungită prin inhalare și în contact cu pielea.                 |
| R48/23/25         | Toxic: pericol de efecte grave asupra sănătății la expunere prelungită prin inhalare și prin înghițire.                       |
| R48/24/25         | Toxic: pericol de efecte grave asupra sănătății la expunere prelungită în contact cu pielea și prin înghițire.                |
| R48/23/24/25      | Toxic: pericol de efecte grave asupra sănătății la expunere prelungită prin inhalare, în contact cu pielea și prin înghițire. |
| R50/53            | Foarte toxic pentru organismele acvatice, poate provoca efecte adverse pe termen lung asupra mediului acvatic.                |
| R51/53            | Toxic pentru organismele acvatice, poate provoca efecte adverse pe termen lung asupra mediului acvatic.                       |
| R52/53            | Nociv pentru organismele acvatice, poate provoca efecte adverse pe termen lung asupra mediului acvatic.                       |
| R68/20            | Nociv: risc posibil de efecte ireversibile prin inhalare.                                                                     |
| R68/21            | Nociv: risc posibil de efecte ireversibile în contact cu pielea.                                                              |
| R68/22            | Nociv: risc posibil de efecte ireversibile prin înghițire.                                                                    |
| R68/20/21         | Nociv: risc posibil de efecte ireversibile prin inhalare și în contact cu pielea.                                             |
| R68/20/22         | Nociv: risc posibil de efecte ireversibile prin inhalare și prin înghițire.                                                   |
| R68/21/22         | Nociv: risc posibil de efecte ireversibile în contact cu pielea și prin înghițire.                                            |
| R68/20/21/22      | Nociv: risc posibil de efecte ireversibile prin inhalare, în contact cu pielea și prin înghițire.                             |

## Fraze de risc ce nu mai sunt utilizate
- R13: Gaz lichefiat extrem de inflamabil.
- R47: Poate cauza malformații la nou-născut.